# Запорізька гімназія № 31
Запорі́зька гімна́зія № 31 — гімназія з поглибленим вивченням англійської мови у Запоріжжі, яка існує з 1991 року як правонаступник СШ № 31 з поглибленим вивченням англійської мови.

## Історія
В перші роки існування школа містилася у двох одноповерхових будинках з пічним опаленням. Спочатку вона була чоловічою. Перший директор, Григорій Федотович Гапотченко, зробив немало, щоб у новому навчальному закладі сповідувалася вірність принципам класичної педагогіки і поповнювалася скарбниця власних напрацювань. Та мирне життя було перерване. Весь випуск сорок першого у повному складі пішов на фронт. Воїнами стали і чоловіки-вчителі. З війни живими повернулися лише двоє випускників, а з вчителів — лише директор Г. Гапотченко став до мирної праці у рідній школі.
У 1954 році до тридцять першої чоловічої була приєднана двадцять четверта жіноча школа.
Ще в далекому п'ятдесят четвертому першою в країні школа впровадила п'яту трудову чверть. У селі Благовіщенка Кам'янсько-Дніпровського району був організований табір праці і відпочинку, який діяв безперервно майже сорок років.
У 1959 році вперше на Запоріжжі в школі розпочато викладання ряду предметів англійською мовою. Відсутність досвіду, підручників компенсувалися ентузіазмом педагогів — директора Петра Семеновича Прокопенка, завуча Віри Борисівни Рейциної, вчителів Марії Іванівни Хоменко, Ніни Кузьмівни Шумакової. З вдячністю згадують випускники школи заступника директора з англійської мови Євгенію Самойлівну Еренбург.
У 1991 році в місті розпочинає роботу Мала Академія Наук (МАН). Учні і вчителі тридцять першої першими у Запоріжжі взяли участь у захисті науково-дослідницьких робіт з англійської мови, української літератури, хімії, фізики, математики, біології. Результат — дипломи переможців обласного захисту творчих робіт МАН. Троє вихованців гімназії одержали право участі в заключному Всеукраїнському етапі і стали переможцями.

## Досягнення гімназії
Напрацювання вчителів англійської неодноразово вивчалися, узагальнювалися і були рекомендовані для поширення по всій Україні. Слід зазначити, що понад 30 відсотків випускників набули або ж навчаються за фахами викладачів іноземних мов, економістів-міжнародників, менеджерів, перекладачів, референтів.
Тридцять перша школа, знову ж таки, першою на Запоріжжі впровадила продовжений день. За цією системою навчались учні з першого по восьмий клас, що надавало серйозні переваги у виховній роботі. Саме у цей час широко розгорнулась робота шкільних наукових товариств. Одне з них, яке очолив Вільям Борисович Рукман, а почесним президентом був обраний академік, Лауреат Нобелівської премії П. Капіца, присвятило свою діяльність розвитку науки і техніки.
На базі школи відбувся зліт учасників розвитку науково-технічної творчості школярів, щорічно проводились Резерфордівські читання, доповіді на яких робились англійською мовою.
Більше десяти років гімназія співпрацює з Запорізьким національним університетом. Договір на співробітництво дозволив залучити вузівські кадри до роботи з учнями. В свою чергу, зарахування найкращих випускників школи до університету відбувається за результатами випускних іспитів.
Взагалі, гімназія створює міцний фундамент для продовження освіти. Так, наприклад, загальна кількість вихованців школи, які вступили до вищих навчальних закладів лише з випуску 1997 року, склала 97 відсотків.

## Програма гімназії
Під час першого ступеня навчання основні предмети доповнені вивченням народознавства, історії рідного краю.
На другому ступені, в 5-9 класах, велика увага приділяється урокам психології, мистецтвознавства, інформатики, риторики. Розпочинається з п'ятого класу і вивчення другої іноземної мови, німецької або французької — право вибору надається учню.
Третій ступінь, окрім подальшого удосконалення знань з англійської, передбачає розширене вивчення хімії, біології, математики, фізики, літератури.

## Відомі випускники
Народний депутат України Сергій Соболєв, професор Нью-Йоркської медичної Академії Олександр Петренко, еколог Володимир Супруненко, кіноактриса Наталія Флоренська, кінорежисер Ігор Миленко, канадський хокеїст Олег Бущан, начальник міського управління освіти Микола Фролов, та багато інших.